# Sumatraorangutang
Sumatraorangutang (Pongo abelii) är en utrotningshotad primat som förekommer endemisk på Sumatra. Populationen räknades fram till tidiga 2000-talet som underart till Borneoorangutang (Pongo pygmaeus) och listas numera som god art.
Artepitet i det vetenskapliga namnet hedrar den brittiska läkaren och naturforskaren Clarke Abel.

## Utseende
Denna primat har rödaktig päls och håren är allmänt längre än hos Borneoorangutang. Dessutom har båda kön ett längre skägg än arten på Borneo. Vid hanarnas kinder finns svullnader som är täckta av fina vita hår. Sumatraorangutang är smalare än sin nära släkting. Med en genomsnittlig kroppslängd (huvud och bål) av 97 cm och en vikt mellan 60 och 90 kg är hanar tydlig större än honor. Honor blir vanligen 78 cm långa och 40 till 50 kg tunga. När stora hanar står är de cirka 180 cm höga och när de sträcker ut sina armar åt varje håll är avståndet mellan fingertopparna 225 cm.

## Utbredning och habitat
Arten har flera från varandra skilda populationer på norra Sumatra. De flesta individer lever i regioner som ligger lägre än 1000 meter över havet och några exemplar hittas längre upp i bergstrakterna. Sumatraorangutang behöver ursprungliga fuktiga skogar som habitat.

## Ekologi
Individerna är aktiva på dagen och de klättrar främst i växtligheten. För natten bygger de av trädens grenar och blad ett slags näste. Sumatraorangutang är mera social än sin nära släkting och den syns ofta i mindre grupper.
Liksom den andra arten i släktet äter den främst frukter som kompletteras med blad, insekter och ibland med individer från primatsläktet tröglorier (Nycticebus). Honor kan få sin första unge när de är 15 år gamla och de har sedan kullar med 8 till 9 år mellanrum. Dräktigheten varar cirka 254 dagar. De äldsta kända individerna levde 53 (honor) respektive 58 (hanar) år.

## Hot och status
Ibland dödas en individ av en sumatratiger (Panthera tigris sumatrae) eller en trädleopard (Neofelis diardi) som är artens enda naturliga fiender.
Sumatraorangutang reagerar mycket känslig på skogsavverkningar. Dessutom hotas arten av illegal jakt, till exempel för köttets skull eller av bönder som betraktar primaten som skadedjur på odlade frukter. Ibland fångas ungdjur för att hålla de som sällskapsdjur. IUCN uppskattar att beståndet minskade med 80 procent under de gångna 75 åren (tre generationer) och listar Sumatraorangutang som akut hotad (CR).
För att skydda arten inrättades Gunung Leuser nationalpark och flera andra skyddsområden som är en del av världsarvet Sumatras tropiska regnskog.